# Rafael Ambros
Rafael Ambros (* 11. července 1952) je bývalý slovenský a československý politik, po sametové revoluci československý poslanec Sněmovny národů Federálního shromáždění za Kresťanskodemokratické hnutie.

## Biografie
Koncem roku 1989 patřil mezi několik zakladatelů KDH. Ve volbách roku 1990 zasedl za KDH do slovenské části Sněmovny národů (volební obvod Středoslovenský kraj). Ve Federálním shromáždění setrval do voleb roku 1992.
V komunálních volbách na Slovensku roku 1998 kandidoval do zastupitelstva města Brezno za koalici KDH a dalších pravicových stran. Je tehdy uváděn jako lesní inženýr, věk 46 let, bytem Brezno. V roce 2011 se zmiňuje na postu přednosty Obvodního úřadu životního prostředí v Breznu.
Angažuje se ve skautingu a v Združenie Saleziánov spolupracovníkov.